# Fiat 12 HP
Fiat 12 HP – samochód osobowy produkowany przez włoską firmę motoryzacyjną Fiat w roku 1901.

## Dane techniczne

### Silnik
- R4 3,8 l (3770 cm³), 2 zawory na cylinder
- Układ zasilania: gaźnik
- Średnica cylindra × skok tłoka: b/d
- Stopień sprężania: b/d
- Moc maksymalna: 14 KM (10,2 kW) przy 1200 obr./min
- Maksymalny moment obrotowy: b/d
- Prędkość maksymalna: 70 km/h